# Śiwapura
Śiwapura – mistyczne miasto medytacji, siedziba boga Śiwy. Posiada cztery bramy. Przepływa przez jego teren siedem świętych rzek. Wszystko wewnątrz niego pokrywa diamentowy pył. Jego opisy zawierają  Brahmandapurana i Wajupurana. Bywa lokalizowane na szczycie góry Kajlas.